# Vanth (satèl·lit)
Vanth, oficialment (90482) Orcus I Vanth, és l'únic satèl·lit natural conegut del plutí i probablement planeta nan Orcus. Fou descobert per Mike Brown i T.-A. Suer en imatges del telescopi espacial Hubble del 13 de novembre de 2005. El descobriment fou anunciat el 22 de febrer de 2007 en IAUC 8812.

## Òrbita
El satèl·lit orbita Orcus en un cercle estret i precís amb un període d'aproximadament 10 dies. Brown pensa que igual que Plutó i Caront, Orcus i Vanth estan acoblats de marea.

## Propietats
Vanth es trobà a 0,25 arcsec d'Orcus amb una diferència de magnitud de 2,7±1,0. Estimacions fetes el 2009 per Mike Brown mostren que la magnitud aparent de Vanth és 21,97 ± 0,05 la qual és 2,54 ± 0,01 magnituds més fleble que Orcus. Això suggereix un diàmetre de 280 km. Encara que la diferència de colors d'Orcus (neutre) i Vanth (vermell) suggereix que Vanth podria tenin una albedo de factor dos o més baix que Orcus. Si Vanth tingués una albedo la meitat del d'Orcus, Vanth podria arribar als 380 km mentre Orcus té 860 km de diàmetre. La massa de Vanth també depèn de la seva albedo i pot variar entre el 3 i el 7,5% del total de massa del sistema.
El satèl·lit no s'assembla a altres satèl·lits de col·lisió coneguts perquè el seu espectre és molt diferent del del primari i, per tant, podria ser un objecte del cinturó de Kuiper capturat.

## Nom
Vanth rebé la designació provisional S/2005 (90482) 1. El 23 de març de 2009, Brown demanà als lectors de la seva columna setmanal que suggerissin possibles noms per al satèl·lit, el triat fou enviat International Astronomical Union (IAU) el 5 d'abril. El nom Vanth, fa referència a un psicopomp alat de la mitologia etrusca que guiava les ànimes dels morts a l'inframón. El nom fou escollit entre una gran quantitat d'opcions, i fou l'única amb un origen purament etrusc. Fou suggerida en per l'escriptora nord-americana Sonya Taaffe. El nou fou aprovat per la UAI el 30 de març de 2010.